# Brudepigen
 Denne artikel omhandler kortfilmen Brudepigen. Opslagsordet har også en anden betydning, se Brudepige.
Brudepigen er en kortfilm instrueret af Kirsten Addemos og Leif Jappe.

## Handling
Brudepigen er en historie fra Ghana om 8-årige Akaba, der skal være brudepige og håber på at være iført drømmekjolen. Mon det lykkes? Færgeturen foregår på Færøerne og handler om 7-årige Armgards første rejse alene. Hendes mor har sendt hende af sted til Torshavn i nogle ærinder, men hjemturen går ikke helt, som den skal. I Jagten på kæledyret skal danske Clara på 7 år til fødselsdag hos sin veninde. Utilfreds med morens valg af gave, beslutter hun sig for selv at skaffe veninden det ønskede kæledyr.